# Le Cas Wagner
Le Cas Wagner (Der Fall Wagner) est un pamphlet du philosophe allemand Friedrich Nietzsche, publié en 1888. Il prend la forme d'une lettre divisée en plusieurs paragraphes numérotés, suivi par deux post-scriptum et un épilogue. À travers Richard Wagner, Nietzsche dessine et critique en creux la décadence de son temps, caractérisée par l'histrionisme, l'hypocrisie morale et la manipulation des masses.

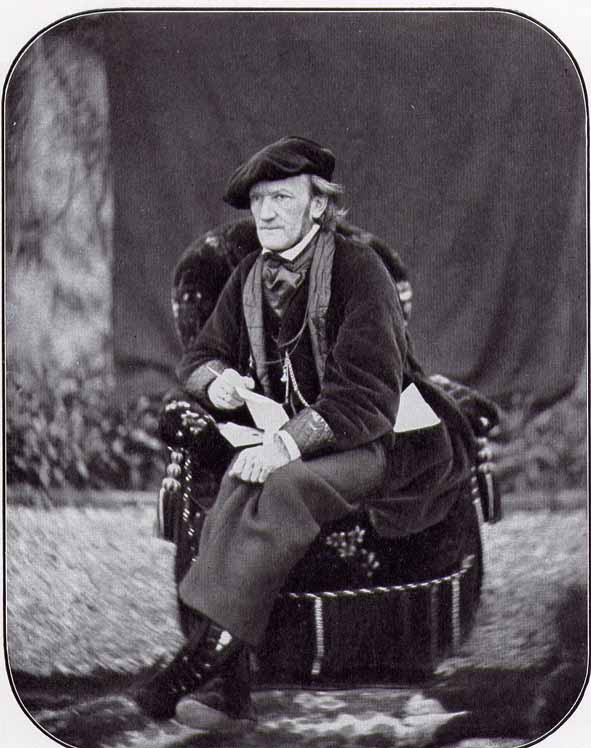
Wagner, ou l'histrion selon Nietzsche.

## Genèse du texte
Nietzsche commence à rédiger Le cas Wagner à la fin de l'année 1887, et l'achève vers mars 1888.

## Contenu

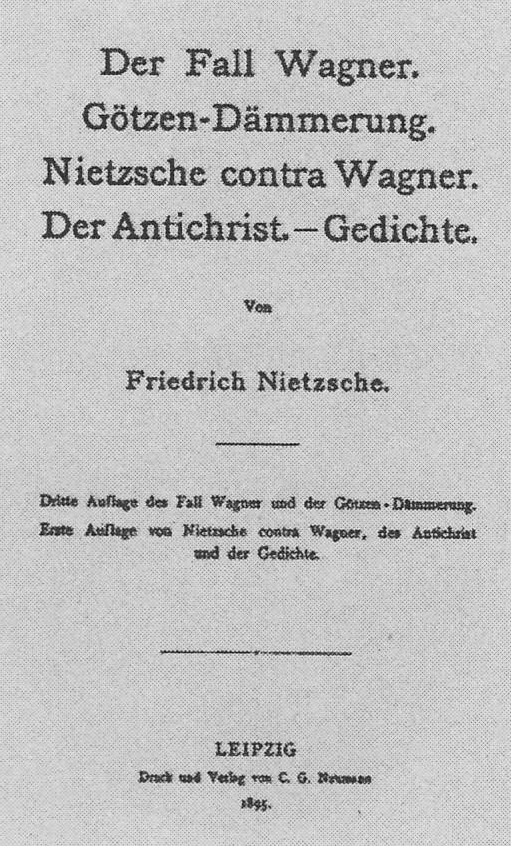
Page de titre de la première édition du pamphlet

Le texte est une critique de Richard Wagner et marque la rupture de Nietzsche avec le compositeur allemand. Aux yeux du philosophe, ce dernier est trop impliqué dans le mouvement völkisch et dans l'antisémitisme. Nietzsche accuse Wagner de n'être que le symptôme d'une « maladie » qui affecte l'Europe : le nihilisme. Avec « Le Cas Wagner », Nietzsche anticipe un certain nombre de ses réflexions sur la nature de l'art. 
Ce texte est en diamétrale opposition avec la deuxième partie de « La naissance de la tragédie », dans laquelle il fait la promotion de Wagner comme étant capable de répondre à un besoin en musique d'aller au-delà d'une compréhension analytique et dépassionnée. Nietzsche n'avait pas non plus tari d'éloges dans un passage des « Considérations inactuelles », mais la première trace de son changement d'opinion se retrouve dans « Humain, trop humain ». 
Dans « Nietzsche contre Wagner », il rassemble des extraits de ses écrits pour prouver que sa pensée sur la musique est inchangée mais qu'il l'a mal appliquée à Wagner dans ses premiers travaux.

## Wagner comme expression de l'âme moderne
« S'attacher à Wagner, cela se paie cher. J'observe les jeunes gens qui ont été longtemps soumis à cette contagion. Le premier effet, relativement anodin, est la dépravation du goût. Wagner produit le même effet que l'ingestion réitérée d'alcool. Il engourdit, il alourdit l'estomac. Séquelle spécifique : dégénérescence du sens du rythme. Le Wagnérien, ces derniers temps, appelle « rythmique » ce que j'appelle, d'après une expression grecque « remuer la boue ».
Beaucoup plus grave est la corruption des idées. L'adolescent dégénère en crétin - en «idéaliste». Il est bien au-dessus de la science : en cela, il est au niveau du Maître. Par contre, il joue les philosophes, il rédige les Bayreuther Blätter (en) : il résout tous les problèmes au nom du Père, du Fils et du Saint « Esprit wagnérien ». »

## Réception
Dans La Prisonnière, Marcel Proust raille le texte de Nietzsche : « Je n'avais, à admirer le maître de Bayreuth, aucun des scrupules de ceux à qui, comme à Nietzsche, le devoir dicte de fuir dans l'art comme dans la vie la beauté qui les tente, qui s'arrachent à Tristan comme ils renient Parsifal et, par ascétisme spirituel, de mortification en mortification, parviennent, en suivant le plus sanglant des chemins de croix, à s'élever jusqu'à la pure connaissance et à l'adoration parfaite du  Postillon de Lonjumeau. »
Selon Vladimir Jankélévitch : "...« Sans doute Nietzsche a-t-il beaucoup aimé ce qu’il renie, sans doute est-il encore secrètement amoureux des filles-fleurs de son enchantement ; comme tous les renégats, celui qui renia le romantisme de Wagner, renia le pessimisme de Schopenhauer, blasphéma jusqu’au moralisme de Socrate, celui-là tient encore à son propre passé et prend une sorte de plaisir à se faire mal à lui-même… ».

## Traductions
- Traduction par Daniel Halévy et Robert Dreyfus, A. Schulz, 1893.
- Traduction par Henri Albert, Mercure de France, 1914.
- Traduction par Jean Claude Hémery, Gallimard, 1974.
- Traduction par Éric Blondel, Garnier-Flammarion, 2005
- Traduction par Lionel Duvoy, Allia, 2007.

### Texte
- (de) Texte de l'éd. Colli/Montinari, publié par Nietzsche Source

### Articles
- Nietzsche et le cas Bizet, J. Grzelczyk
- Wagner ou le masque de la décadence, Lionel Duvoy